# Радомежиці (Згожелецький повіт)
Радомежиці (пол. Radomierzyce, нім. Radmeritz) — село в Польщі, у гміні Згожелець Згожелецького повіту Нижньосілезького воєводства.
Населення — 310 осіб (2011).
У 1975-1998 роках село належало до Єленьоґурського воєводства.

## Демографія
Демографічна структура станом на 31 березня 2011 року:
|          | Загалом | Допрацездатний вік | Працездатний вік | Постпрацездатний вік |
| -------- | ------- | ------------------ | ---------------- | -------------------- |
| Чоловіки | 164     | 25                 | 124              | 15                   |
| Жінки    | 146     | 29                 | 88               | 29                   |
| Разом    | 310     | 54                 | 212              | 44                   |

## Галерея

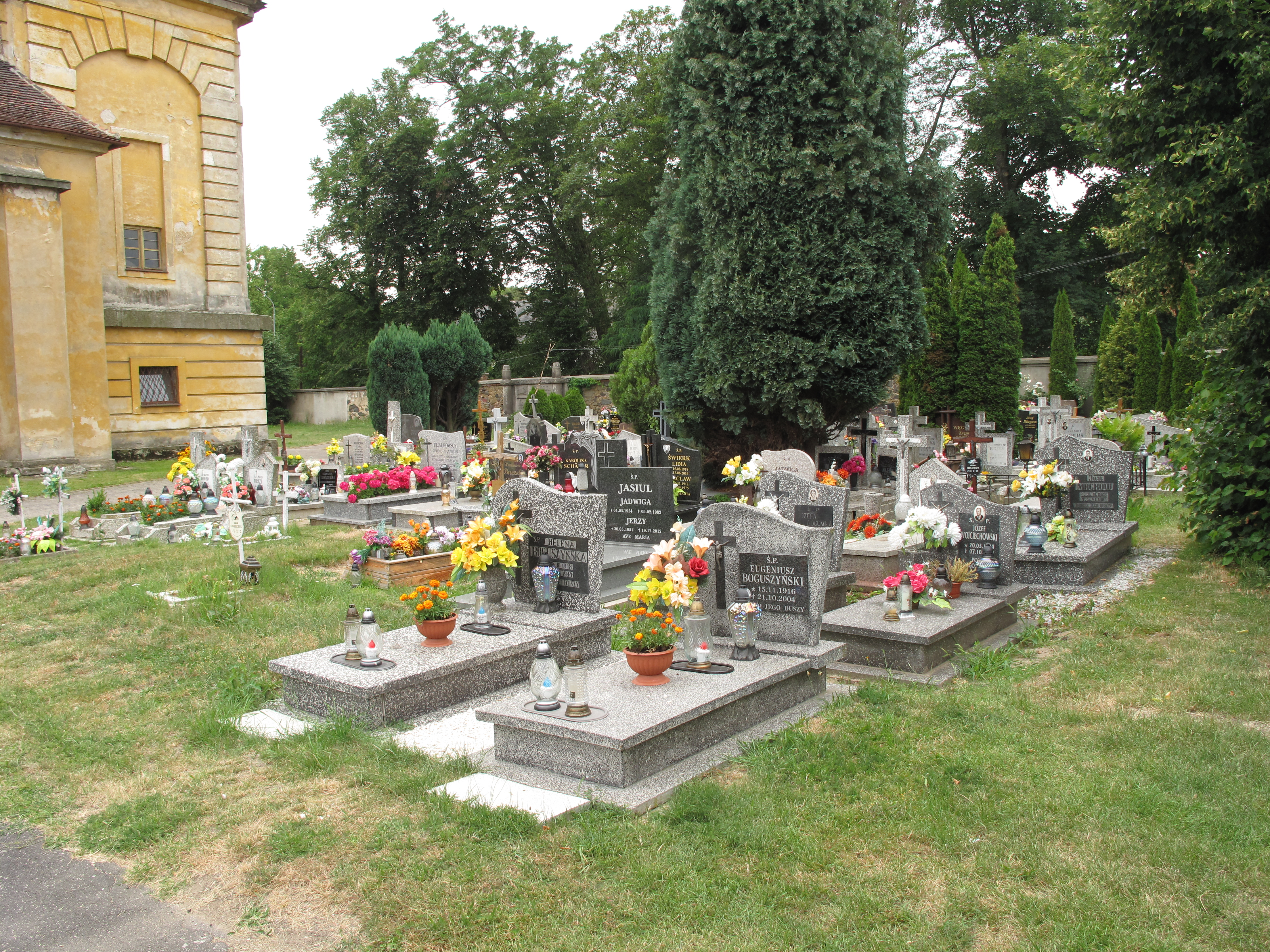
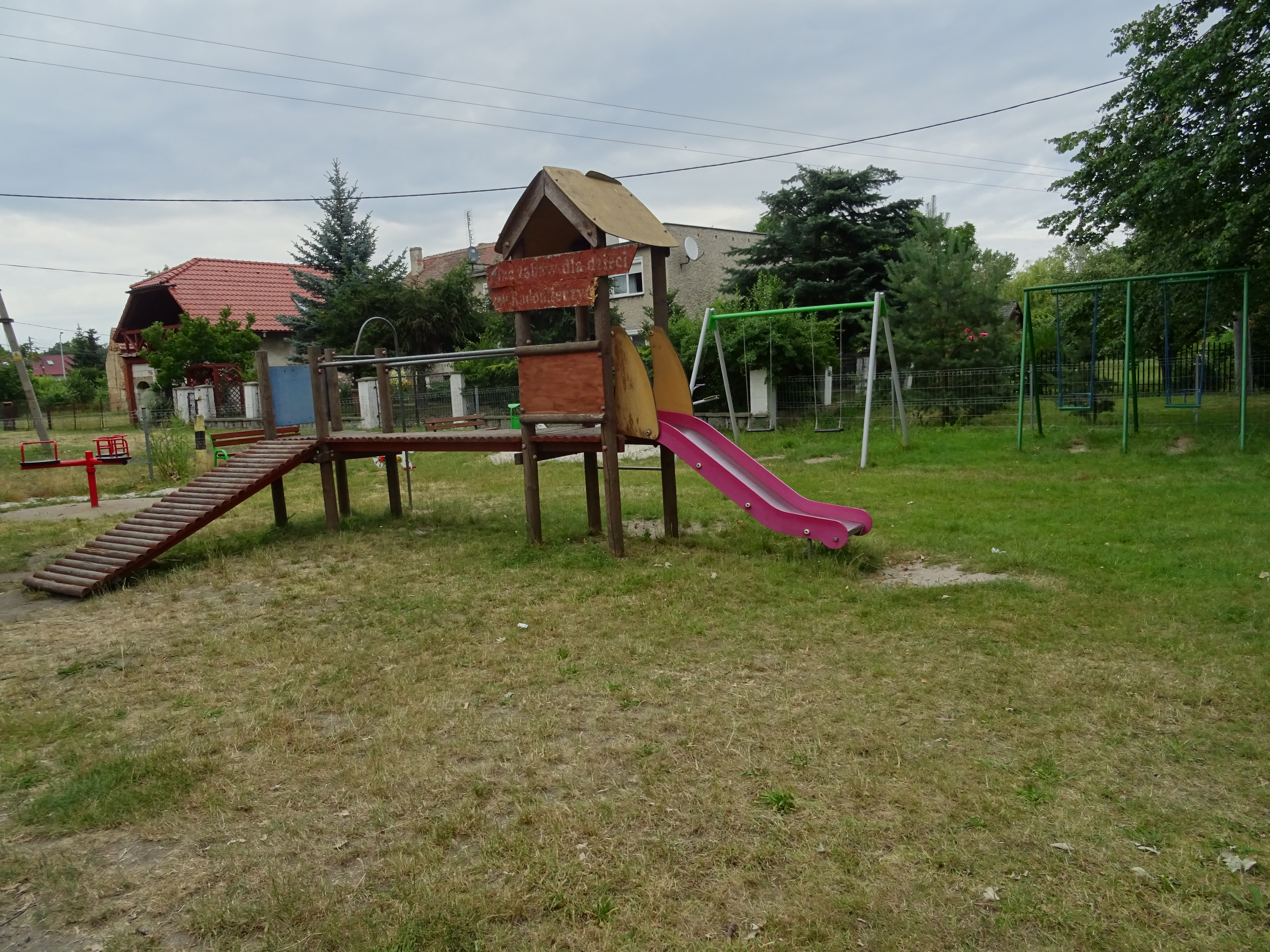
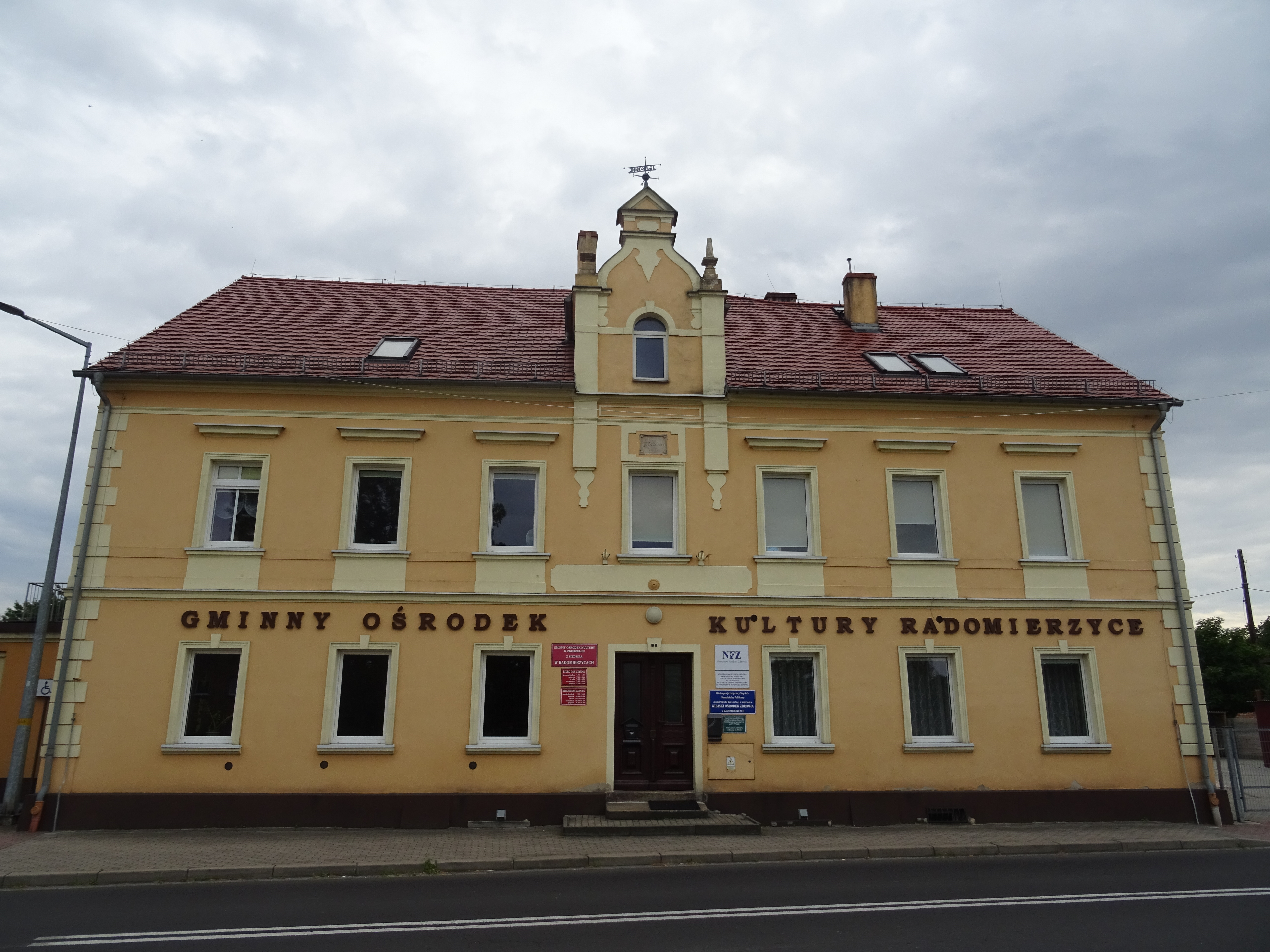
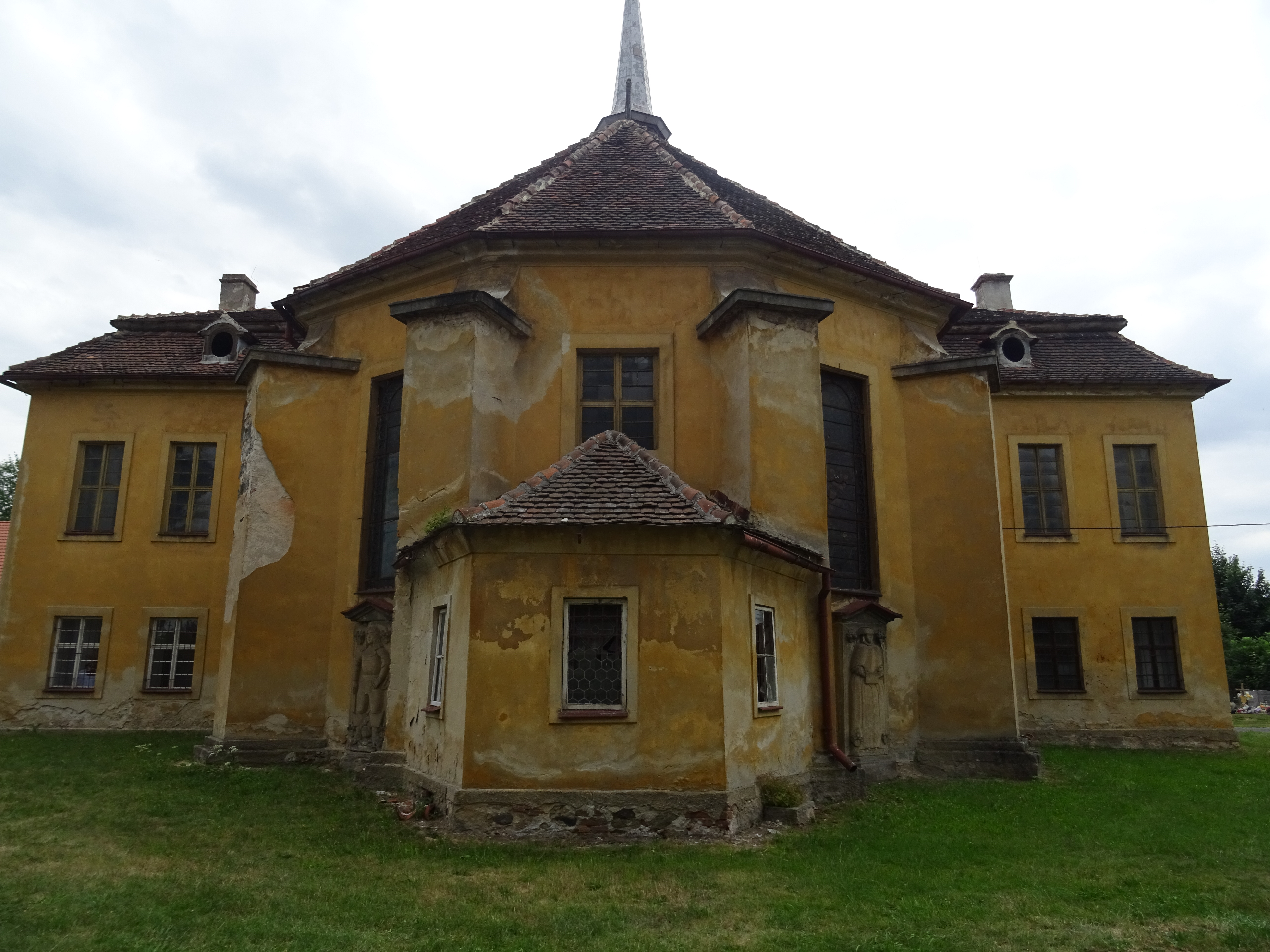
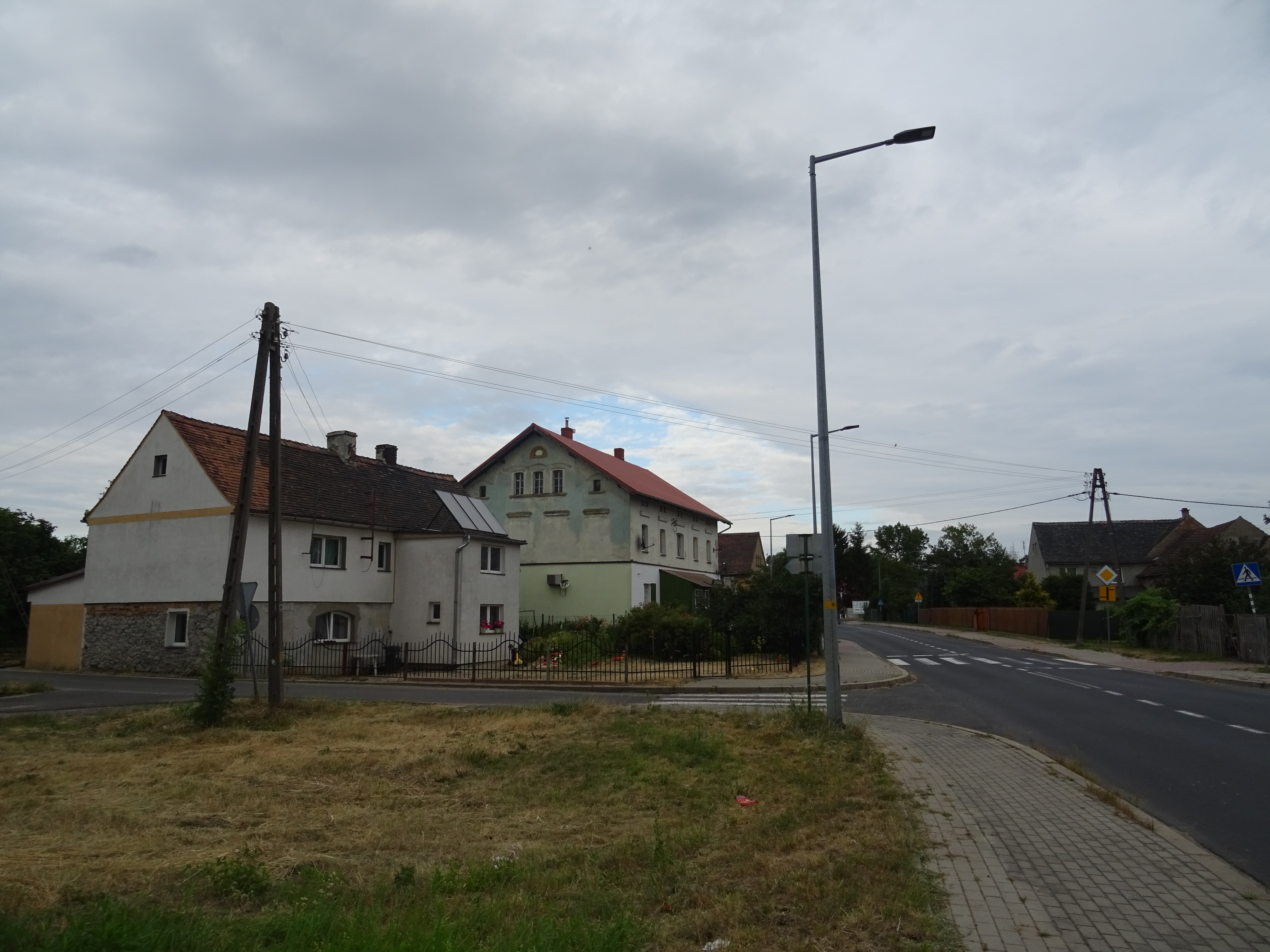